# Bărăganu
Bărăganu é uma comuna romena localizada no distrito de Constanța, na região de Dobruja. A comuna possui uma área de 62.35 km² e sua população era de 1949 habitantes segundo o censo de 2007.